# Aspronema dorsivittatum
Aspronema dorsivittata es una especie de lagarto de la familia Scincidae. Es propio de Argentina, Brasil, Paraguay, Uruguay. En Brasil se distribuye por el centro oeste, sur y sudeste.
Presenta un largo total de 11 cm. Cuerpo cilíndrico, alargado, cola larga. Las hembras son algo mayores que los machos en tamaño. El dorso es marrón, con tres bandas negras longitudinales. Los lados del cuerpo con dos bandas. Es una especie que puede ser confundía con Mabuya frenata de la cual es posible distinguirla porque posee dos escamas frontoparietales, mientras que M. frenata tiene una, con Mabuya guaporícola se diferencia por poseer tres supraoculares, mientras M. guaporicola posee cuatro.
Habita pastizales, y selvas en galería. Se lo puede ver sobre troncos de árboles, troncos caídos, piedras. Se alimenta de artrópodos, pudiendo ocasionalmente utilizar pequeños vertebrados. La reproducción es vivípara. Es una especie diurna, heliófila, activa durante todo el día. La temperatura corporal media es de 33 °C. Es sedentaria, se traslada del sol a la sombra para regular su temperatura.